# Banjar Manis
Banjar Manis is een bestuurslaag in het regentschap Tanggamus van de provincie Lampung, Indonesië. Banjar Manis telt 1281 inwoners (volkstelling 2010).